# Міністерство охорони здоров'я Хорватії
Міністерство охорони здоров'я Республіки Хорватії (хорв. Ministarstvo zdravstva Republike Hrvatske), з 23 грудня 2011 до 16 жовтня 2016 року відоме як Міністерство здоров'я Республіки Хорватії (хорв. Ministarstvo zdravlja Republike Hrvatske) — центральний орган виконавчої влади Республіки Хорватії в ділянці охорони здоров'я та соціального захисту громадян.

## Питання назви
З приходом до влади 23 грудня 2011 лівоцентристської урядової коаліції «Кукуріку» міністерство було перейменовано на «міністерство здоров'я» замість природнішої і загальноприйнятої, принаймні, в усьому слов'янському світі назви «міністерство охорони здоров'я». З цього приводу мовознавці з Інституту хорватської мови і мовознавства надіслали прем'єру Мілановичу відкритого листа, вказуючи на помилковість такої назви. Вони пояснювали, що здоров'я (хорв. zdravlje) — це стан організму за нормальної роботи органів, тоді як охорона здоров'я (хорв. zdravstvo) — це діяльність, спрямована на захист здоров'я і лікування хвороб. Безсумнівно, як писали вони далі, міністерство займається діяльністю, а не станом організму, а отже, слово «здоров'я» в його назві слід було б замінити на «охорона здоров'я». У правоцентристській урядовій коаліції, що вступила у повноваження 22 січня 2016, одна з її учасниць, ХДС, висловила пропозицію перейменувати міністерство, усунувши цю філологічну помилку. Водночас головний партнер ХДС по коаліції МОСТ не вважав питання зміни назви істотним з огляду на витрати, які тягне за собою бажання кожної нової хорватської влади починати свою роботу з перейменувань. Лише після перемоги ХДС на позачергових парламентських виборах 2016 міністерству вдалося повернути колишню правильнішу назву.  

## Історія та керівники
Міністерство, що поєднувало охорону здоров'я із соціальним забезпеченням, з'явилося на світ 2003 року за першого уряду Іво Санадера, в результаті злиття двох раніших міністерств у цій царині — міністерства охорони здоров'я та міністерства соціального забезпечення. Обидва міністерства брали свій початок з 1990 року, хоча і змінювали кілька разів форму і назву протягом 90-х років. Нижче наведено список міністрів, які очолювали обидва згадані відомства до злиття у 2003 році.

### Міністри соціального забезпечення (1990–2003)
- З березня 1990 до березня 1991 р. міністерство, що відало соціальним забезпеченням, називалося міністерством праці та з питань ветеранів і інвалідів (Ministarstvo rada, boračkih i invalidskih pitanja) та очолювалось Мартіном Чрня.
- У березні 1991 року міністерство було перейменовано на міністерство праці, соціального захисту і сім'ї (Ministarstvo rada, socijalne skrbi i obitelji), а керівником перейменованого міністерства було призначено Бернардо Юрліна.
- В уряді Нікіци Валентича, який приступив до виконання повноважень у квітні 1993 р., назва скоротилася до форми «міністерство праці і соціального захисту».

| Міністр         | Партія | Вступ на посаду | Звільнення з посади |
| --------------- | ------ | --------------- | ------------------- |
| Мартін Чрня     | ХДС    | 31 травня 1990  | 4 березня 1991      |
| Бернардо Юрліна | ХДС    | 4 березня 1991  | 15 квітня 1992      |
| Йосип Юрас      | ХДС    | 15 квітня 1992  | 12 жовтня 1993      |
| Іван Парачь     | ХДС    | 12 жовтня 1993  | 27 січня 1995       |
| Йосо Шкара      | ХДС    | 27 січня 1995   | 27 січня 2000       |
| Даворко Відович | СДП    | 27 січня 2000   | 23 грудня 2003      |

### Міністри охорони здоров'я (1990–2003)
| Міністр                | Партія | Вступ на посаду   | Звільнення з посади |
| ---------------------- | ------ | ----------------- | ------------------- |
| Андрія Хебранґ         | ХДС    | 30 травня 1990    | 12 серпня 1992      |
| Юрай Нявро             | ХДС    | 12 серпня 1992    | 12 жовтня 1993      |
| Андрія Хебранґ         | ХДС    | 12 жовтня 1993    | 14 травня 1998      |
| Желько Райнер          | ХДС    | 14 травня 1998    | 27 січня 2000       |
| Ана Ставлєнич-Рукавіна | ХСП    | 27 січня 2000     | 23 жовтня 2001      |
| Андро Влахушич         | ХНП-ЛД | 22 листопада 2001 | 23 грудня 2003      |

### Міністри охорони здоров'я і соціального захисту (2003–2011)
За першого уряду Іво Санадера в грудні 2003 року міністерство праці і соціального захисту було розпущено і злилося з двома іншими міністерствами:
- Обов'язки з соціального захисту було передано утвореному тоді міністерству охорони здоров'я і соціального захисту
- Повноваження у сфері праці було передано міністерству економіки, що влилося у виникле тоді міністерстві економіки, праці та підприємництва.

Після злиття і до 23 грудня 2011 року міністерство називалося «Міністерством охорони здоров'я і соціального захисту» (хорв. Ministarstvo zdravstva i socijalne skrbi Republike Hrvatske або скорочено MZSS). 
| Міністр         | Партія | Вступ на посаду | Звільнення з посади |
| --------------- | ------ | --------------- | ------------------- |
| Андрія Хебранґ  | ХДС    | 23 грудня 2003  | 15 лютого 2005      |
| Невен Любічич   | ХДС    | 16 лютого 2005  | 12 січня 2008       |
| Дарко Мілінович | ХДС    | 12 січня 2008   | 23 грудня 2011      |

### Міністри здоров'я (2011–2016)
В уряді Зорана Мілановича, сформованому в грудні 2011 р., портфель соціального забезпечення перейшов до міністерства соціального забезпечення і молоді, при цьому термін  «охорона здоров'я» у назві цього відомства змінився чомусь на поняття «здоров'я», що не одне й те саме. З приходом до влади наступного уряду під керівництвом Тихомира Орешковича на початку 2016 р. назва Міністерства здоров'я не змінилася, хоча ХДС пропонувала перейменувати його назад на «міністерство охорони здоров'я»,, що й сталося 16 жовтня 2016 року, але вже після відставки уряду Орешковича.
| Міністр      | Партія             | Початок строку повноважень | Кінець строку повноважень |
| ------------ | ------------------ | -------------------------- | ------------------------- |
| Райко Остоїч | СДП                | 23 грудня 2011             | 11 червня 2014            |
| Сініша Варга | СДП                | 11 червня 2014             | 22 січня 2016             |
| Даріо Накич  | Незалежний політик | 22 січня 2016              | 19 жовтня 2016            |

### Міністри охорони здоров'я (2016-)
| Міністр        | Партія | Початок строку повноважень | Кінець строку повноважень |
| -------------- | ------ | -------------------------- | ------------------------- |
| Мілан Куюнджич | ХДС    | 19 жовтня 2016             | 30 січня 2020             |
| Вілі Берош     | ХДС    | 31 січня 2020              | донині                    |